# Levi Leipheimer
Levi Leipheimer (Butte (Montana), 24 oktober 1973) is een voormalig Amerikaans wielrenner.

## Levensloop
Leipheimer werd beroepswielrenner in 1998 bij een klein Amerikaans team, dat hij twee jaar en twee overwinningen in de Grand Prix Cycliste de Beauce later zou verruilen voor US Postal. In zijn eerste jaar bij die ploeg won Leipheimer een tijdrit in het Circuit Franco-Belge, maar hij brak echt door tijdens de Ronde van Spanje in 2001. Leipheimer werd tweede in drie tijdritten en verloor in de bergen weinig terrein, zodat hij derde in het eindklassement werd.
Leipheimer stond bij US Postal in de schaduw van kopman Lance Armstrong. Hij werd begeerd door andere ploegen en koos uiteindelijk voor Rabobank. Het leverde hem het volgende jaar een etappezege en eindwinst in de Route du Sud op en tijdens zijn debuut in de Ronde van Frankrijk werd hij achtste. Een jaar later kon hij dat niet herhalen, omdat hij ten gevolge van een val in de eerste etappe moest opgeven. In 2004 kwam hij terug met een negende plaats in de Tour en diverse ereplaatsen in kleinere wedstrijden, waaronder een vijfde plaats in de Ronde van het Baskenland.
Leipheimer en de ploeg groeiden uit elkaar en hij verhuisde uiteindelijk naar het Duitse Gerolsteiner. In zijn eerste jaar daar werd hij tweede in de Dauphiné Libéré, ondanks een valpartij. Tevens werd hij in 2005 zesde in de Ronde van Frankrijk na een hevige strijd met de Kazach Aleksandr Vinokoerov die pas op de Champs Élysées beslist werd. Leipheimer stond aan het begin van de slotrit nog vijfde, maar Vinokoerov pakte bonificatieseconden bij een tussensprint en won bovendien de etappe. Daarmee wist de Kazach Leipheimer te passeren in de stand.
Ook won hij in datzelfde jaar de koninginnenrit (4e etappe) en het eindklassement in de Ronde van Duitsland.
In 2006 won hij de Franse rittenwedstrijd Dauphiné Libéré. In de Tour stelde hij echter teleur, Leipheimer haalde niet eens de top tien.
In 2007 won Leipheimer voor het eerst een etappe in de Ronde van Frankrijk, een individuele tijdrit over 55,5 km. Leipheimer werd voor de tijdrit niet meer in staat geacht om de eindwinst te behalen, maar reed een verrassend goede tijdrit. Uiteindelijk kwam hij 31 seconden te kort op zijn ploeggenoot Alberto Contador en 7 seconden op Cadel Evans, wat resulteerde in een derde plek in de eindstand.
In september van 2007 werd Leipheimer voor het eerst Amerikaans kampioen op de weg. Hij ontsnapte op 40 kilometer van de meet uit het peloton, waarna hij solo over de finish kwam. George Hincapie werd tweede.
Op de Olympische Zomerspelen 2008 in Peking behaalde Leipheimer de bronzen medaille in de tijdrit, na Fabian Cancellara en Gustav Larsson. In de wegrit viel hij net buiten de top 10, hij werd elfde.
In de Ronde van Spanje 2008 wint Leipheimer 2 tijdritten en wordt tweede in het eindklassement, 46 seconden achter zijn ploegmaat en kopman Alberto Contador.
Leipheimer had een goed begin van 2009. Hij startte in het voorseizoen in drie rittenkoersen en won ze ook alle drie waardoor hij 100% van zijn rittenkoersen won. Hij won de Ronde van Californië, Tour de Gila en de ronde van Kastillie en Leon en had al 7 overwinningen beet. Hij startte uiteindelijk in de Ronde van Italië als kopman en als een van de grote favorieten en had een goed begin met een tweede plaats in de grote tijdrit waardoor hij derde stond van Mensjov met de grote bergritten nog voor de boeg. Maar uiteindelijk zakte hij in de bergen een beetje door het ijs en besloot de Giro met een licht tegenvallende 6e plaats in het eindklassement.
De Ronde van Frankrijk 2009 startte Leipheimer als meesterknecht van Lance Armstrong en/of Alberto Contador (voor de start was het nog niet duidelijk wie de kopman van Astana zou worden). Na een valpartij in de laatste twee kilometer van de negende etappe, werd op 17 juli voor de start van de tiende etappe vastgesteld dat Leipheimer zijn rechterpols gebroken had. Leipheimer moest de tour verlaten.
Op 10 oktober 2012 werd bekendgemaakt door de USADA dat hij voor 6 maanden zou worden geschorst na het toegeven van dopinggebruik tijdens zijn periode bij US Postal. Later die dag werd bevestigd dat hij een schorsing van 6 maanden, van 1 september 2012 tot 1 maart 2013, geaccepteerd had. Tevens werden alle, door Leipheimer tussen juni 1999 en juli 2006 en in juli 2007 behaalde, wedstrijdresultaten geschrapt. Zes dagen later werd Leipheimer ontslagen door zijn ploeg Omega Pharma-Quick Step. Toen hij geen nieuwe ploeg kon vinden kondigde Leipheimer aan te zijn gestopt met professioneel wielrennen.

## Belangrijkste overwinningen
2001
- 2e etappe Circuit Franco-Belge

2002
- 3e etappe Route du Sud
- Eindklassement Route du Sud

2004
- 4e etappe Catalaanse Wielerweek

2005
- 4e etappe Ronde van Duitsland

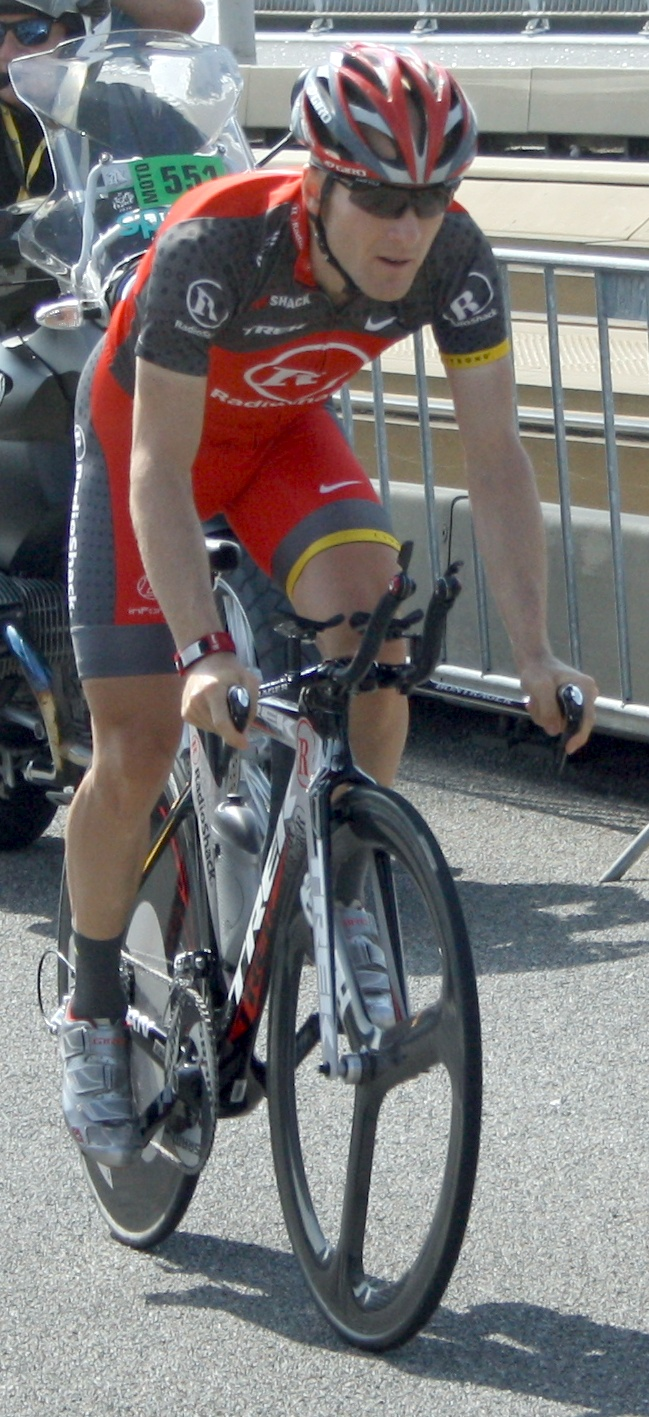
Levi Leipheimer

- Eindklassement Ronde van Duitsland

2006
- Proloog Ronde van Californië
- Bergklassement Ronde van Californië
- Eindklassement Dauphiné Libéré
- 5e etappe Ronde van Duitsland

2007
- Proloog Ronde van Californië
- 5e etappe Ronde van Californië
- Eindklassement Ronde van Californië
- 4e etappe Ronde van Georgia
- 5e etappe Ronde van Georgia
- 19e etappe Ronde van Frankrijk
- Amerikaans kampioenschap wielrennen op de weg, Elite
- 3e etappe Ronde van Missouri

2008
- 5e etappe Ronde van Californië
- Eindklassment Ronde van Californië
- Proloog Dauphiné Libéré
- Eindklassement Cascade Cycling Classic
- Bronzen medaille tijdens de Spelen in Peking ( individuele tijdrit op de weg)
- 5e etappe Ronde van Spanje
- 20e etappe Ronde van Spanje
- Clásica a los Puertos de Guadarrama

2009
- 6e etappe (tijdrit) Ronde van Californië
- Eindklassement Ronde van Californië
- 2e etappe (tijdrit) Ronde van Castilië en Leon
- Eindklassement Ronde van Castilië en Leon
- 1e etappe Ronde van de Gila
- 3e etappe Ronde van de Gila
- Eindklassement Ronde van de Gila
- 4e etappe Ronde van Frankrijk (ploegentijdrit)

2010
- 1e etappe Ronde van de Gila
- Eindklassement Ronde van de Gila
- 2e etappe Ronde van Utah
- Eindklassement Ronde van Utah

2011
- 7e etappe Ronde van Californië
- Eindklassement Ronde van Zwitserland
- Eindklassement Ronde van Utah
- 1e etappe USA Pro Cycling Challenge
- 3e etappe USA Pro Cycling Challenge
- Eindklassement USA Pro Cycling Challenge

2012
- 3e etappe Ronde van San Luis (schorsing Contador)
- 4e etappe Ronde van San Luis (individuele tijdrit)
- Eindklassement Ronde van San Luis
- 6e etappe Ronde van Utah

## Resultaten in voornaamste wedstrijden
| Jaar | Ronde van Italië | Ronde van Frankrijk | Ronde van Spanje |
| ---- | ---------------- | ------------------- | ---------------- |
| 2001 |                  |                     | ↑                |
| 2002 |                  | 8e                  |                  |
| 2003 |                  | opgave              | 58e              |
| 2004 |                  | 9e                  |                  |
| 2005 |                  | 5e                  |                  |
| 2006 |                  | 12e                 |                  |
| 2007 |                  | ↑ (1)               |                  |
| 2008 | 18e              |                     | ↑ (2)            |
| 2009 | 4e               | opgave              |                  |
| 2010 |                  | 12e                 |                  |
| 2011 |                  | 32e                 |                  |
| 2012 |                  | 32e                 |                  |

| Jaar | Ronde van Vlaanderen | Luik-Bast.‑Luik |  | WK op de weg |  | Wereldranglijsten |
| ---- | -------------------- | --------------- |  | ------------ |  | ----------------- |
| 2001 | -77e                 |                 |  | -28e         |  |                   |
| 2002 |                      | -103e           |  |              |  |                   |
| 2003 |                      |                 |  | -92e         |  |                   |
| 2004 |                      | -72e            |  |              |  |                   |
| 2005 |                      |                 |  |              |  |                   |
| 2006 |                      |                 |  |              |  |                   |
| 2007 |                      |                 |  |              |  |                   |
| 2008 |                      |                 |  |              |  | 28e (UPT)         |
| 2009 |                      |                 |  |              |  | 63e (UWK)         |
| 2010 |                      |                 |  |              |  | 105e (UWK)        |
| 2011 |                      |                 |  |              |  | 26e (UWT)         |

Wielerploegen van Levi Leipheimer
Bishop ·
Clinger ·
Elliott ·
Klasna ·
Leipheimer ·
Peters ·
Rogers ·
Sayers ·
Sheehan ·
Vaughters ·
Walker ·
Willett
Andreu ·
Armstrong ·
Burrow · 
Casey ·
Dean ·
George ·
Hamilton · 
Hincapie ·
Jekimov   · 
Jemison · 
Joachim ·
Jonker · 
Kjærgaard ·
Labbe ·
Leipheimer · 
Livingston ·
O'Bee ·
Vande Velde ·
Vasseur ·
Vermaut
Armstrong ·
Barthe ·
Burrow · 
Casey ·
Cruz ·
Dean ·
Green ·
Hamilton · 
Heras ·
Hincapie ·
Jekimov   · 
Joachim ·
Kjærgaard ·
Labbe ·
Leipheimer · 
McRae · 
Peña ·
Rubiera ·
Vande Velde ·
Vasseur ·
Ventura ·
White ·
Zabriskie · 
Boonen (stagiair)
den Bakker ·
Boerman ·
Boogerd ·
Boven ·
Dekker ·
Duijn · 
Engels ·
Groenendaal ·
de Groot ·
Hayman · 
de Jongh ·
Kroon ·
Leipheimer ·
Lotz ·
Mutsaars ·
Niermann ·
Nys ·
Pronk ·
Sentjens ·
Traksel ·
Veneberg ·
Verheyen ·
Wauters ·
B. Zberg ·
M. Zberg
den Bakker ·
Bartko ·
Boogerd ·
Boven ·
Dekker ·
De Weert ·
Engels ·
Freire · 
de Groot ·
Hayman · 
Hunter ·
de Jongh ·
Kroon ·
Leipheimer ·
Lotz ·
Mutsaars ·
Niermann ·
Nys ·
Rasmussen ·
Sentjens ·
Traksel ·
Veneberg ·
Wauters ·
Wielinga ·
Zberg ·
Dekkers (stagiair) ·
Elijzen (stagiair) ·
de Kort (stagiair) 
den Bakker ·
Bartko ·
Boogerd ·
Boven ·
E. Dekker ·
Dekkers ·
De Weert ·
Freire  · 
de Groot ·
Hayman · 
Hunter ·
de Jongh ·
Kroon ·
Leipheimer ·
Lotz ·
Mutsaars ·
Niermann ·
Posthuma ·
Rasmussen ·
Sentjens ·
Traksel ·
Veneberg ·
Wauters ·
Weening ·
Wielinga ·
T. Dekker (stagiair) ·
Eltink (stagiair) 
Förster ·
Fothen ·
Haselbacher ·
Høj ·
Hondo (tot 14/04) ·
Krauß ·
Lang ·
Leipheimer ·  
Moletta ·  
Montgomery ·
Ordowski ·
Peschel ·
Rebellin ·
Rich · 
Russ ·  
Schmidt ·
Scholz · 
Serpellini ·
Strauss ·
Totschnig ·
Wegmann ·
Wrolich ·
B. Zberg ·
M. Zberg ·
Ziegler ·
Haussler (stagiair) ·
Martin (stagiair) ·
Meschenmoser (stagiair) ·
Muck (stagiair) 
Förster ·
M. Fothen ·
T. Fothen ·
Haselbacher ·
Haussler ·
Hiekmann ·
Høj ·
Kopp ·
Krauß ·
Lang ·
Leipheimer ·  
Moletta ·  
Montgomery ·
Ordowski ·
Rebellin ·
Rich · 
Russ ·  
Scholz · 
Schumacher · 
Strauss ·
Totschnig ·
Wegmann ·
Wrolich ·
B. Zberg ·
M. Zberg ·
Fröhlinger (stagiair) ·
Keinath (stagiair) 
Basso (tot 30/04) · 
Beppu ·
Bileka · 
Brajkovič ·
Contador ·
Cruz ·
Cummings ·
Danielson ·
Davis ·
Devine ·
Devolder ·
Fuyu ·
Goesev ·
Hincapie · 
Leipheimer ·
Lowe · 
Martínez ·
McCartney ·
Meersman ·
Murn · 
Noval ·
Padrnos ·
Paulinho ·
Popovytsj · 
Rubiera ·
Vaitkus ·
Vandborg ·
Van Goolen ·
White (tot 15/08)
Bazajev ·
Brajkovič ·
Colom ·
Contador ·
de Kort ·
Frei ·
Goesev (tot 31/07) ·
Haselbacher ·
Horner ·
Iglinski ·
Ivanov ·
Jakovlev ·
Joachim · 
Kemps · 
Kirejev ·
Klöden ·  
Köpeşov ·
Leipheimer ·
Mazet · 
Mizoerov ·  
Morabito ·
Moeravjov · 
Navarro ·
Noval ·
Paulinho ·
Rast ·
Rubiera ·  
Schär · 
Vaitkus ·
Zejts
Armstrong ·
Bazajev ·
Brajkovič ·
Contador ·
Dmitriev ·
Dyaçenko ·
Hernández ·
Horner ·
Iglinski · 
Kirejev ·
Klöden ·  
Köpeşov ·
Leipheimer ·  
Morabito ·
Moeravjov · 
Navarro ·
Noval ·
Paulinho ·
Popovytsj ·
Raimbekov ·
Rast ·
Renev ·
Rubiera ·  
Schär · 
Vaitkus ·
Vinokoerov ·
Yoandri ·
Zejts ·
Zubeldia
Armstrong ·
Beppu ·
Bewley ·
Brajkovič ·
Busche ·
Hermans ·
Horner ·
Impey ·
Irizar ·
Fuyu (tot 30/04) ·
Klöden ·
Leipheimer ·
Lequatre ·
Machado · 
McCartney ·
Moeravjov ·
Paulinho ·
Popovytsj ·
Rast ·
Rosseler ·
Rovny ·
Rubiera ·
Selander ·
Steegmans ·
Vaitkus ·   
Zubeldia ·
Avery (stagiair) ·
Phinney (stagiair) ·
Sergent (stagiair) 
Armstrong (tot 16/02) ·
Beppu ·
Bewley ·
Brajkovič ·
Busche ·
Cardoso ·
Deignan ·
Hermans ·
Horner ·
Hunter ·
Irizar ·
King ·
Klöden ·
Kwiatkowski ·
Leipheimer ·
Lequatre ·
Machado · 
McCartney ·
McEwen ·
Moeravjov ·
Oliveira ·
Paulinho ·
Popovytsj ·
Rast ·
Rosseler ·
Rovny ·
Selander ·
Sergent ·
Zubeldia ·
Bennett (stagiair) ·
Parker (stagiair) ·
Sjaloenov (stagiair) 
Bandiera · Boonen · Brammeier · Cataldo · Chavanel · Chicchi · Ciolek · De Weert · Devenyns · Fenn · Gołaś · Grabsch · Keisse · Kwiatkowski · Leipheimer · Maes · Martin     · Pauwels · Pineau · Raboň · Steegmans · Štybar · Terpstra · Trentin · Vandenbergh · Vandewalle · Van Keirsbulck · P. Velits · M. Velits · Vermote · Hoorne (stagiair) · Sénéchal (stagiair)
- International Standard Name Identifier: 0000 0004 0358 1701
- Library of Congress Control Number: no2013045693
- Virtual International Authority File: 300364063
- WorldCat: E39PBJgt7VX3pRq97BWTqXgBT3